# Dictionary of American Regional English
Le Dictionary of American Regional English (DARE) est un dictionnaire de la langue anglaise parlée aux États-Unis, des origines au temps présent. À la différence des autres dictionnaires, il ne s'intéresse pas à la langue standard utilisée dans l'ensemble du pays. Il enregistre le lexique régional, les parler populaires, les mots ou phrases dont la prononciation varie d'un endroit à l'autre, ou qui sont transmises uniquement à l'oral. Pour ce dictionnaire, une « région » peut aller d'une partie d'une ville à un État, dans la mesure où le mot considéré n'est pas utilisé dans l'ensemble du pays.
Le lexique a été collecté lors d'entretiens avec 2777 personnes dans 1002 communautés du pays entre 1965 et 1970, et sur une large collection de documents imprimés et (plus récemment) électroniques, comme des journaux intimes, lettres, romans, histoires, biographies, publications officielles, journaux. Ces matériaux sont cités de façon individuelle dans l'objectif de montrer comment les mots ont été utilisés depuis le XVIIe siècle et jusqu'au début du XXIe. Les entrées du dictionnaire peuvent contenir des prononciations, variantes, l'étymologie et des indications sur la distribution régionale et sociale de l'emploi du mot.
Le premier volume du dictionnaire a été publié par Belknap Press of Harvard University Press en 1985. Il est prévu que le volume V (Sl-Z) soit achevé en 2010. Il est également prévu qu'un sixième volume paraitra et inclura des informations de contexte ainsi qu'une version électronique.

## Histoire
En 1889, Joseph Wright commença la composition d'un English Dialect Dictionary et un groupe de phililogues fonda la société savante American Dialect Society dont le but était de produire un dictionnaire de ce genre. Les membres de la société ont commencé à rassembler du matériel, dont l'essentiel a été publié dans le journal de la société, Dialect Notes, mais qui finalement n'a pas été utilisé pour produire un dictionnaire à l'échelle du pays entier jusqu'à ce que Frederic G. Cassidy soit désigné comme chef de publication (Chief Editor) en 1963. Cassidy avait travaillé sur le terrain dans le Wisconsin pour la publication d'un atlas linguistique (Linguistic Atlas of the North Central States) et en Jamaïque pour la publication de son Dictionary of Jamaican English. Avec l'appui d'Audrey Duckert, il avait aussi conçu et mis en place un questionnaire par courrier dans le Wisconsin (Wisconsin English Language Survey). À partir de cette expérience, Cassidy et Duckert ont dressé les plans d'un dictionnaire d'envergure nationale.
Le travail de terrain, soutenu par un financement de l’U.S. Office of Education, s'est déroulé pendant les années 1965-70. Environ 80 chercheurs de terrain (la plupart des étudiants en travail de doctorat, mais certains étaient professeurs) ont suivi une formation en transcription phonétique et ont été envoyés dans 1002 communautés préalablement sélectionnées dans le pays. Les communautés avaient été choisies pour refléter la densité de population, l'histoire de la fondation des villes et l'histoire migratoire. Chaque travailleur de terrain devait trouver des « informateurs », personnes originaires de la communauté, qui y avaient vécu l'ensemble de leur vie et disposées à participer au travail. Dans la plupart des communautés, plus d'une personne a accepté de répondre, d'où un total de 2777 personnes.